# Przepiórka błotna
Przepiórka błotna (Synoicus ypsilophorus) – gatunek ptaka z podrodziny bażantów (Phasianinae) w rodzinie kurowatych (Phasianidae). Występuje w Australii, Indonezji, Papui-Nowej Gwinei i Timorze Wschodnim. Nie jest zagrożony.

## Systematyka
Gatunek ten po raz pierwszy zgodnie z zasadami nazewnictwa binominalnego opisał w 1792 roku Louis Augustin Guillaume Bosc pod nazwą Coturnix ypsilophorus. Autor nie wskazał miejsca typowego; Mathews ustalił, że była to Tasmania. Obecnie gatunek umieszczany jest w rodzaju Synoicus. Według autorów Kompletnej listy ptaków świata jest to rodzaj monotypowy, ale niektórzy, np. Międzynarodowy Komitet Ornitologiczny (IOC), zaliczają do niego więcej gatunków. Zwykle wyróżnia się 10 podgatunków S. ypsilophorus; wszystkie poza podgatunkiem nominatywnym bywały niekiedy wydzielane do osobnego gatunku S. australis.

## Zasięg występowania
Przepiórka błotna występuje w zależności od podgatunku:
- S. ypsilophorus pallidior – zachodnie Małe Wyspy Sundajskie (Sumba i Sawu)
- S. ypsilophorus raaltenii – Małe Wyspy Sundajskie od Flores na wschód do Wysp Tanimbar
- S. ypsilophorus saturatior – niziny północnej Nowej Gwinei
- S. ypsilophorus lamonti – umiarkowane wysokości w górach środkowej Nowej Gwinei
- S. ypsilophorus dogwa – niziny południowej Nowej Gwinei
- S. ypsilophorus plumbeus – niziny wschodniej Nowej Gwinei
- S. ypsilophorus monticola – wysokogórskie obszary południowo-wschodniej Nowej Gwinei
- S. ypsilophorus mafulu – południowe zbocza gór wschodniej i południowo-wschodniej Nowej Gwinei
- przepiórka brązowa[6] (S. ypsilophorus australis) – Australia
- przepiórka błotna[6] (S. ypsilophorus ypsilophorus) – Tasmania

Introdukowana na Nową Zelandię (podgatunki australis i ypsilophorus) oraz Fidżi.

## Morfologia
Długość ciała 17–22 cm, rozpiętość skrzydeł 26–36 cm; masa ciała samców 75–140 g, samic 85–140 g.

## Status
IUCN uznaje przepiórkę błotną za gatunek najmniejszej troski (LC, Least Concern). Liczebność populacji nie została oszacowana, ale ptak ten opisywany jest jako zazwyczaj pospolity. BirdLife International ocenia trend liczebności populacji jako spadkowy ze względu na postępujące niszczenie i fragmentację siedlisk.